# Topești, Gorj
Topești este un sat ce aparține orașului Tismana din județul Gorj, Oltenia, România.
Localitatea a primit indicatorul de sat european pentru valorificarea creațiilor, prin reabilitarea centrului comunitar Topești unde elevii au fost instruiți în arta folclorului.

 Acest articol despre o localitate din județul Gorj este deocamdată un ciot. Puteți ajuta Wikipedia prin completarea lui.